# كيوشي تامورا
كيوشي تامورا (باليابانية: 田村潔司؛ بالكانا: たむら きよし) هو فنان قتال مختلط ياباني، ولد في 17 ديسمبر 1969 في أوكاياما في اليابان.

## وصلات خارجية
- كيوشي تامورا على موقع شيردوغ (الإنجليزية)
- كيوشي تامورا على موقع CageMatch worker (الإنجليزية)
- كيوشي تامورا على موقع قاعدة بيانات المصارعة على الإنترنت (الإنجليزية)
- كيوشي تامورا على موقع IMDb (الإنجليزية)